# 静岡県道265号家山停車場線
静岡県道265号家山停車場線（しずおかけんどう265ごう いえやまていしゃじょうせん）は静岡県島田市内を通る県道（一般県道）である。

## 概要

### 路線データ
- 起点：静岡県島田市川根町家山（大井川鐵道大井川本線 家山駅）
- 終点：静岡県島田市川根町家山（国道473号交点）

## 重複区間
なし

## 地理
起点から終点までが147mと非常に短い。

### 通過する自治体
- 静岡県
  - 島田市

### 接続路線
- 国道473号